# Юхновский, Иван
Иван Юхновский (болг. Иван Юхновски, род. 12 августа 1937, София) — болгарский химик, 2008 председатель БАН. Член Европейской академии наук, искусства и литературы в Париже, эксперт Нобелевского комитета по химии (с 2007).

## Биографические данные
Иван Юхновский родился 1937 года в семье художника Николы Юхновского. До 1945 года жил в Софии, а затем семья переехала на постоянное жительство в Севлиеве. В 1961 году окончил Высший химико-технологический институт в Софии (ныне ХТМУ — Химико-технологический и металлургический университет). Получил специальность «Органический синтез, лекарственные препараты и высокомолекулярные соединения».
Научные интересы Ивана Юхновского касающиеся спектрохимии, строения органических соединений и их отрицательных ионов. В этой области он получил международное признание. Юхновский является автором и соавтором многих изобретений. Имеет звание почётного изобретателя (1980), записан в Золотую книгу изобретателей и рационализаторов Патентного ведомства Республики Болгарии (1999).
Более 40 лет работает в Болгарской академии наук, 24 года преподаёт на химическом факультете Софийского университета имени Климентия Охридского. Также заведует лабораторией структурного органического анализа при Институте органической химии с Центром фитохимии.
В 1999 году академик Юхновский стал председателем Национального совета научных исследований (в 2004 её расформировали). С 1998-го он секретарь Межведомственной комиссии космических исследований, подчинённой Совету министров (в 2004 году комиссию расформировали).
Иван Юхновский занимал должности заместителя председателя Болгарской академии наук (БАН) (21 декабря 1989 — 8 апреля 1996), главного научного секретаря БАН (16 декабря 1991 — 13 июля 1992). После смерти академика Иордана Малиновского исполнял обязанности председателя БАН (12 марта − 8 апреля 1996).

## Председательства в БАН
Академика Ивана Юхновского четыре раза переизбирали председателем Болгарской академии наук.
Впервые это произошло 8 апреля 1996, второй раз — 6 апреля 2000, третий — 29 марта 2004.
На четвёртый раз в феврале 2008 года произошёл скандал: выборы устроено на месяц раньше, чем следовало бы, а его конкурента — тогдашнего заместителя председателя БАН Николу Сиботинова — отстранили от участия в выборах. Пошли на такие нарушения, в частности, и потому, чтобы избежать споров о возрасте Ивана Юхновского. На то время пенсионный возраст академиков БАН составлял 70 лет. Когда нарушения стали известны, 12 марта Юхновский подал в отставку, которая набрала юридической силы 18 марта 2008 года. Были назначены новые выборы.

## Отличия и награды
- Димитровская премия (1974)
- Государственная премия в области техники (1974)
- Звание «Почётный изобретатель» (1980)
- Запись в Золотой книге изобретателей и рационализаторов Патентного ведомства Болгарии (1999)
- Орден «Стара Планина» I степени (2004)[8]
- Два ордена «Святые Кирилл и Мефодий» на цепи (2007[9], 2017[10])[2]
- Почётный доктор Пловдивского университета (2001)
- Почётный доктор Варненского свободного университета (2004)
- Почётный доктор Софийского химико-технологического университета (2005)
- Почётный доктор Харьковского университета (2007)
- В честь Ивана Юхновского назван астероид главного пояса — 9732 Юхновский (2000 год)